# Varneville-Bretteville
Varneville-Bretteville ist eine französische Gemeinde mit 326 Einwohnern (Stand: 1. Januar 2022) im Département Seine-Maritime in der Region Normandie (vor 2016 Haute-Normandie). Sie gehört zum Arrondissement Dieppe und zum Kanton Luneray (bis 2015 Kanton Tôtes). Die Einwohner werden Varnevillais genannt.

## Geographie
Varneville-Bretteville liegt etwa 40 Kilometer nördlich von Rouen im Pays de Bray. Umgeben wird Varneville-Bretteville von den Nachbargemeinden Saint-Vaast-du-Val im Norden und Nordwesten, Tôtes im Norden, Saint-Maclou-de-Folleville im Nordosten, Fresnay-le-Long im Osten, Le Houssaye-Bérenger im Südosten, Beautot im Süden, Gueutteville im Westen sowie Bertrimont im Westen und Nordwesten.
Hier geht die Route nationale 27 in die Autoroute A151 über.

## Bevölkerungsentwicklung
| Jahr                      | 1962 | 1968 | 1975 | 1982 | 1990 | 1999 | 2006 | 2013 |
| Einwohner                 | 283  | 267  | 236  | 254  | 289  | 292  | 295  | 313  |
| Quelle: Cassini und INSEE |      |      |      |      |      |      |      |      |

## Sehenswürdigkeiten
- Kirche Saint-Médard